# Wereldbeker voetbal 1999
De Wereldbeker van 1999 werd gespeeld tussen het Engelse Manchester United en het Braziliaanse Palmeiras. Manchester won met het kleinste verschil na een doelpunt van Roy Keane.

## Wedstrijddetails
|                              |                   |         |           |                                                                                       |
| 30 november 1999 19:10 UTC+9 | Manchester United | 1 – 0   | Palmeiras | Olympisch Stadion, Tokio Toeschouwers: 53.372 Scheidsrechter: Helmut Krug (Duitsland) |
| 30 november 1999 19:10 UTC+9 | Keane 35'         | Verslag |           | Olympisch Stadion, Tokio Toeschouwers: 53.372 Scheidsrechter: Helmut Krug (Duitsland) |

| Manchester | Palmeiras |

| Manchester United: |    |                     |     |
|                    |    |                     |     |
| GK                 | 1  | Mark Bosnich        |     |
| RB                 | 2  | Gary Neville        |     |
| CB                 | 6  | Jaap Stam           |     |
| CB                 | 27 | Mikaël Silvestre    | 79' |
| LB                 | 3  | Denis Irwin         |     |
| RM                 | 7  | David Beckham       |     |
| CM                 | 8  | Nicky Butt          |     |
| CM                 | 16 | Roy Keane           |     |
| CM                 | 18 | Paul Scholes        | 75' |
| LM                 | 11 | Ryan Giggs          |     |
| CF                 | 20 | Ole Gunnar Solskjær | 46' |
| Wisselspelers:     |    |                     |     |
| GK                 | 26 | Massimo Taibi       |     |
| DF                 | 12 | Phil Neville        |     |
| DF                 | 28 | Danny Higginbotham  |     |
| DF                 | 30 | Ronnie Wallwork     |     |
| MF                 | 25 | Quinton Fortune     |     |
| FW                 | 10 | Teddy Sheringham    | 75' |
| FW                 | 19 | Dwight Yorke        | 46' |
| Coach:             |    |                     |     |
| Alex Ferguson      |    |                     |     |

| Palmeiras:          |    |                   |     |
|                     |    |                   |     |
| GK                  | 1  | Marcos            |     |
| RB                  | 2  | Francisco Arce    |     |
| CB                  | 3  | Júnior Baiano     |     |
| CB                  | 4  | Roque Júnior      |     |
| LB                  | 6  | Júnior            |     |
| DM                  | 5  | César Sampaio     |     |
| DM                  | 15 | Galeano           | 54' |
| AM                  | 10 | Alex              | 28' |
| AM                  | 11 | Zinho             |     |
| CF                  | 20 | Faustino Asprilla | 56' |
| CF                  | 7  | Paulo Nunes       | 77' |
| Wisselspelers:      |    |                   |     |
| GK                  | 21 | Sérgio            |     |
| DF                  | 18 | Cléber            |     |
| DF                  | 13 | Tiago Silva       |     |
| MF                  | 8  | Rogério           |     |
| FW                  | 9  | Oséas             | 56' |
| FW                  | 19 | Euller            | 77' |
| FW                  | 17 | Evair             | 54' |
| Coach:              |    |                   |     |
| Luiz Felipe Scolari |    |                   |     |

1960 · 1961 · 1962 · 1963 · 1964 · 1965 · 1966 · 1967 · 1968 · 1969 · 1970 · 1971 · 1972 · 1973 · 1974 · 1975 · 1976 · 1977 · 1978 · 1979 · 1980 · 1981 · 1982 · 1983 · 1984 · 1985 · 1986 · 1987 · 1988 · 1989 · 1990 · 1991 · 1992 · 1993 · 1994 · 1995 · 1996 · 1997 · 1998 · 1999 · 2000 · 2001 · 2002 · 2003 · 2004